# Benoitia raymondeae
Benoitia raymondeae là một loài nhện trong họ Agelenidae.
Loài này thuộc chi Benoitia. Benoitia raymondeae được Roger de Lessert miêu tả năm 1915.